# Sofokles
Sofokles (klassisk grekiska Σοφοκλῆς, uttalat [sopʰoklɛ̂ːs]), född cirka 497 f.Kr., död 406 f.Kr., var en grekisk dramatiker och tragediförfattare. 
Han har ansetts vara den viktigaste grekiska tragediförfattaren, och tillsammans med Aischylos och Euripides en av tre grekiska tragöder vars verk har bevarats. Sofokles skrev totalt minst 120 dramer under sitt liv, men bara sju av dem har bevarats i sin helhet. Bland dessa märks Antigone och Kung Oidipus.
Sofokles förnyade det klassiska grekiska dramat, bland annat genom att införa en tredje skådespelare, öka antalet medlemmar i kören samt att tydligare integrera körsången i handlingen. I hans dramer står individen tydligare i fokus än hos tidigare tragöder, även om gudarna helt och fullt styr människans öde.

## Biografi
Sofokles var son till Sophilus, en förmögen vapenfabrikant. Han föddes omkring 497 f.Kr., förmodligen i Kolonos i Attika. Han levde och verkade i och omkring Aten, under stadens guldålder. Han var framstående på flera områden, och var utöver sitt författarskap en framstående atlet, musiker, militär rådgivare och politiker. 443 f.Kr. var han skattmästare i attiska sjöförbundet, och var vid åtminstone två tillfällen militärbefälhavare. Sofokles innehade även höga politiska och militära ämbeten i Aten, bland annat som Perikles chefsrådgivare vid två tillfällen.
Sitt genombrott på dramatikens område kom när han vid sexton års ålder utvaldes att leda ett korus under segerfesten efter slaget vid Salamis, då en dikt över den grekiska segern skulle reciteras. Han började relativt snart därefter delta i de dramatiska tävlingar som ägde rum i Aten, och vann sina första priser som dramatiker innan trettio års ålder.
I nästan 50 år var Sofokles den mest prisbelönte dramatikern i de dramatiska tävlingar som ägde rum i stadsstaten Aten under de religiösa högtiderna i Lenaea och Dionysia. Sofokles tävlade i ungefär 30 dramatiska tävlingar, vann omkring 24 stycken och slutade aldrig lägre än på andra plats; som jämförelse vann Aischylos 14 tävlingar, och besegrades ett par gånger av Sofokles, medan Euripides bara vann 4 tävlingar.
Efter sin död blev han föremål för en så kallad heroskult, vilket innebär att han dyrkades som en halvgud. Både Iophon, en av hans söner, och ett barnbarn, också med namnet Sofokles, följde i hans fotspår och blev sorgespelsförfattare.

## Författarskap
Sofokles är den andre av tre grekiska tragöder vars verk har bevarats. Hans första drama skrevs senare än Aischylos dramer och tidigare än Euripides dramer. Enligt Suda, en bysantinsk encyklopedi från 900-talet, skrev Sofokles 120 eller fler dramer i sitt liv men bara sju av dem har bevarats i sin helform: Aias, Antigone, Kvinnorna i Trachis, Kung Oidipus, Elektra, Filoktetes och Oidipus i Kolonos. Den ringa produktion som kvarstår till trots anses Sofokles, enligt R. S. Gwynn, allmänt vara den viktigaste grekiska tragediförfattaren.
De mest berömda av Sofokles tragedier är de om Oidipus och Antigone, vilka ofta går under beteckningen den "thebanska sagocykeln". Sofokles gav avgörande impulser till dramats utveckling genom att införa en tredje skådespelare, öka kören från 12 till 15 medlemmar och lägga större koncentration på handlingen, inte minst genom att skala ner på korusets andel av pjäserna, och att integrera korsången tydligare i handlingen. Han utvecklade också sina karaktärer i större utsträckning än tidigare dramatiker som Aischylos, och lät därutöver sina pjäser kretsa kring en konfikt som presenteras redan i dramats början, men som sedan ständigt laddas med ökad spänning. Detta kom att bli stilbildande för många senare dramer.
Till skillnad från Aischylos låter Sofokles frågan om gudomlig rättvisa träda i bakgrunden och skildrar den enskilda individens livsvillkor under gudarnas övermäktiga krav. Individen står tydligare i centrum hos Sofokles än bland annat hos Aischylos. Detta innebär dock inte en allmän tro på människan. Hos Sofokles styr gudarna människans öde och varje försök hon gör för att undfly detta leder bara än snabbare i fördärvet.

### Bevarade verk
- Aias
  - Ajas (översättning Vilhelm Fredrik Palmblad). Ingår i Sophokles' Sorgespel (Upsala: Stenhammar och Palmblad, 1812)
  - Ajas (översättning Johan Spongberg, Upsala, Samson & W., 1866) [tvåspråkig utgåva]
  - Aias (tolkad av Emil Zilliacus, Geber, 1951)
  - Ajas (översättning Björn Collinder, Forum, 1974)
- Antigone
  - Sofokles' Antigone (översättning K. H. Brandt, Edquist & Berglund, 1866)
  - Antigone (översättning Bernhard Risberg, Norstedt, 1910)
  - Antigone (tolkad av Hjalmar Gullberg, Geber, 1935)
  - Antigone (översättning Björn Collinder, Geber, 1954)
  - Antigone (översättning Jan Stolpe & Lars-Håkan Svensson, Ellerström, 2003). 2., rev. utg. 2013
- Elektra
  - Elektra (översättning Vilhelm Fredrik Palmblad). Ingår i Sophokles' Sorgespel (Upsala: Stenhammar och Palmblad, 1812)
  - Elektra (tolkad av Emil Zilliacus, Geber, 1955)
  - Elektra (översättning Björn Collinder, Forum, 1972)
- Filoktetes
  - Philoctetes (fri öfversättning ifrån franskan af Jean François de La Harpe, Elméns och Granbergs tryckeri, 1818)
  - Philoktetes (tolkad av Emil Zilliacus, Geber, 1947)
  - Filoktetes (översättning Björn Collinder, Forum, 1965)
- Kung Oidipus
  - Konung Oidipus (översättning Vilhelm Fr. Palmblad, Upsala, 1834)
  - Konung Oidipus (översättning Erik Staaff, Falun, 1899)
  - Konung Oidipus (tolkad av Emil Zilliacus, Geber, 1942)
  - Kung Oidipus (översättning Björn Collinder, Forum, 1972)
  - Kung Oidipus (övesättare Jan Stolpe, Lars-Håkan Svensson, ellerströms, 2017)[12]
- Kvinnorna i Trachis
  - Kvinnorna från Trachis (tolkad av Emil Zilliacus, Almqvist & Wiksell/Geber, 1957)
  - Kvinnorna från Trachis (översatt av Ezra Pound, svensk tolkning av Claes von Rettig, Cavefors, 1961)
  - Kvinnorna i Trachis (översättning Björn Collinder, Forum, 1974)
- Oidipus i Kolonos
  - Oidipus i Kolonos (tolkad av Emil Zilliacus, Geber, 1945)
  - Oidipus i Kolonos (översättning Björn Collinder, Forum, 1974)

### Samlingsvolym på svenska
- Sofokles: de sju bevarade dramatiska verken (i svensk tolkning av Johan Bergman, Stockholm, Norstedt, 1947-1948)

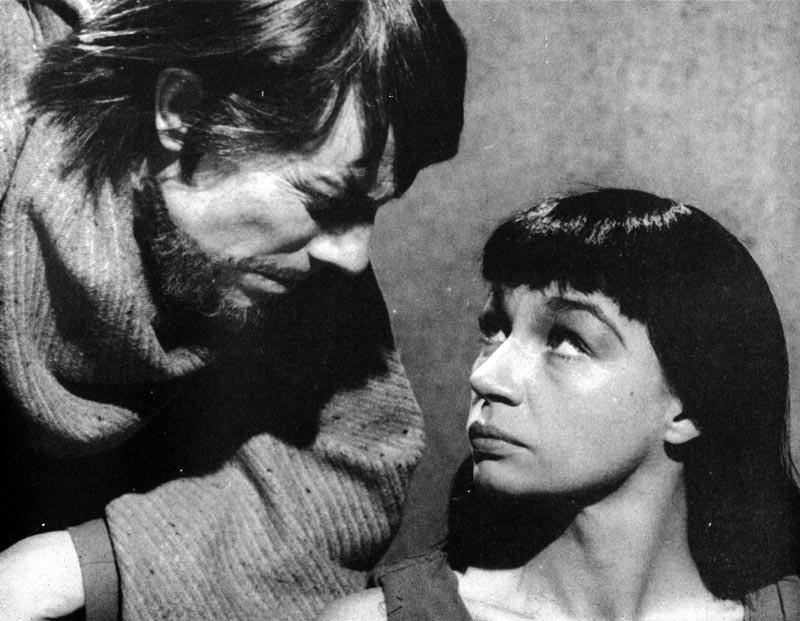
Antigone spelas av Ulla Sjöblom och Kreon av Olof Widgren i TV-teaterns uppsättning 1960 i regi av Hans Dahlin.